# Antithixotropie
 (janvier 2013).
Si vous disposez d'ouvrages ou d'articles de référence ou si vous connaissez des sites web de qualité traitant du thème abordé ici, merci de compléter l'article en donnant les références utiles à sa vérifiabilité et en les liant à la section « Notes et références ».
L’antithixotropie est le phénomène inverse de la thixotropie. Elle caractérise la propriété qu’ont certains fluides non newtoniens de voir leur viscosité augmenter avec le temps lorsqu’ils sont soumis à un gradient de vitesse (ou à une contrainte de cisaillement) constant(e) ; le fluide revenant à son état initial après un temps de repos variable (réversibilité de la propriété).
Les fluides antithixotropes sont rares (exemple : crème fouettée).
La rhéopexie est un phénomène comparable à l’antithixotropie, elle caractérise plutôt la solidification progressive d’un fluide (qualifié de rhéopexique, rhéopectique) par agitation.

## Distinction entre antithixotropie et rhéoépaississement
Un fluide antithixotrope voit sa viscosité augmenter avec le temps de sollicitation mécanique tandis qu’un fluide rhéoépaississant (ou dilatant) voit sa viscosité augmenter avec la vitesse de sollicitation. Exemple de fluide dilatant : empois concentré.